# Urophora sirunaseva
Urophora sirunaseva är en tvåvingeart som först beskrevs av Erich Martin Hering 1938.  Urophora sirunaseva ingår i släktet Urophora och familjen borrflugor. Inga underarter finns listade i Catalogue of Life.